# Tiranski tjesnac
Tiranski tjesnac (ar. Maḍīq Tīrān) je uski morski prolazi između Sinajskog i Arapskog poluotoka koji povezuju Akapski zaljev i Crveno more. Udaljenost između dva poluotoka je oko 13 km. Multinacionalne snage i promatrači nadziru usklađenost Egipta u održavanju slobode plovidbe tjesnacima, kako je predviđeno mirovnim sporazumom između Egipta i Izraela.
Tjesnac je nazvan po otoku Tiran, koji se nalazi na ulazu u Akapski zaljev, 5 od Sinaja. Otok Sanafir nalazi se istočno od Tirana, jugoistočno od plitkog tjesnaca između Tirana i Saudijske Arabije.
Tjesnaci omogućuju pristup Eilatu, luci na jugoistočnom kraju Izraela. Blokada izraelskog prolaza kroz Sueski kanal i Tiranski tjesnac dovela je do dva rata, 1956. i 1967. godine.

## Pozadina
Postoji nekoliko prolaza među otocima između Egipta i Saudijske Arabije. Najzapadniji tjesnac, između Egipta i otoka Tirana, uz čiju obalu se nalazi egipatski grad Sharm el-Sheikh, je "Tiranski tjesnac", širok 5 km. Ima dva prolaza dovoljno duboka da njime mogu ploviti veliki brodovi. Prolaz Enterprise, 290 metara dubok, nalazi se uz egipatsku stranu, dok je 73 metra duboki prolaz Grafton, okružen plićakom, nalazi se na istoku, bliže otoku Tiran. Istočno od Tirana, između njega i Saudijske Arabije, drugi tjesnac ima grebene i plićake s jednim kanalom dubokim 16 metara.

## Zatvaranja 1948.–1956. i 1967. godine
Pristup jedinoj jordanskoj morskoj luci Aqabi i jedinoj izraelskoj morskoj luci Eilat na Crvenom moru je kroz Akapski zaljev, što Tiranskom tjesnacu daje stratešku važnost. Godine 1967. 90% izraelske nafte prošlo je kroz Tiranski tjesnac, što ga je učinilo metom egipatske blokade tijekom bojkota Izraela od strane Arapske lige.
U svibnju 1967. izraelski premijer Levi Eškol ponovio je izjave koje je Izrael dao 1957., rekavši da bi zatvaranje Tiranskog tjesnaca bilo ratni čin. Egipat je zatim blokirao tjesnace 22. svibnja 1967., a naftni tankeri koji su trebali proći kroz tjesnace morali su podnijeti dokumente koji osiguravaju da njihov teret nije namijenjen izraelskoj luci. U to je vrijeme Izrael gledao na Tiranski tjesnac kao na vitalni interes jer je to mjesto gdje je Izrael dobivao vitalni uvoz, uglavnom naftu iz Irana, a blokada je prijetila sposobnosti Izraela da razvije Negev.
U svibnju 1967., general-bojnik Indar Jit Rikhye bio je zapovjednik Snaga Ujedinjenih naroda za hitne slučajeve (UNEF) na Sinajskom poluotoku kada je Egipat rasporedio svoje trupe na tom teritoriju i zahtijevao da Rikhye povuče sve svoje trupe. Rikhye se povukao, uključujući i luku u Sharm el-Sheikhu u blizini tjesnaca. Kasnije egipatsko zatvaranje Tiranskog tjesnaca bilo je usko povezano s prethodnim povlačenjem UNEF-a, jer je prisustvo mirovnih snaga (a ne egipatske vojske) u Sharm El Sheikhu bilo važno za održavanje tog plovnog puta otvorenim. Kasnije u životu, general Rikhye nastojao je umanjiti važnost koju je Izrael pridavao održavanju tog plovnog puta otvorenim, rekavši da je izraelska optužba 1967. za blokadu bila "upitna" s obzirom na to da brod pod izraelskom zastavom nije prošao kroz tjesnace dvije godine, te da je "UAR [egipatska] mornarica pretražila nekoliko brodova nakon uspostave blokade i nakon toga ublažila njezinu provedbu". Egipat je isprva tražio povlačenje UNEF-a sa svih lokacija osim Sharm El Sheikha, ali je glavni tajnik UN-a U Thant zahtijevao potpuno povlačenje ili ništa.
Tadašnji predsjednik SAD-a, Lyndon Johnson, rekao je sljedeće o zatvaranju ovih tjesnaca kao uzroku Šestodnevnog rata:
"Ako je jedan čin ludosti bio odgovorniji za ovu eksploziju od bilo kojeg drugog, bila je to proizvoljna i opasna najavljena odluka da će se Tiranski tjesnac zatvoriti. Pravo nevinog, pomorskog prolaza mora biti sačuvano za sve nacije."

## Projekt mosta
Saudijsko-egipatski nasip, predloženi projekt izgradnje 15-kilometarskog most preko tjesnaca, koji povezuje Egipat i Saudijsku Arabiju, razmatra egipatska vlada.

## Vanjske poveznice
- Opisi, slike i videozapisi nekih mjesta za ronjenje u Tiranskom tjesnacu
- Jedna od olupina u Tiranskom tjesnacu  Arhivirana inačica izvorne stranice od 10. listopada 2016. (Wayback Machine)
- "Tiranski tjesnac i suverenitet mora" Anthonyja S. Reynera
- Galerija fotografija: Premošćivanje Crvenog mora, Spiegel Online